# Una serie di sfortunati eventi

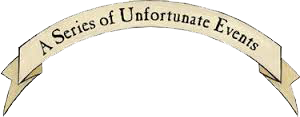
Il logo di Una serie di sfortunati eventi.

Una serie di sfortunati eventi (A Series of Unfortunate Events) è un ciclo di romanzi per ragazzi, scritto da Lemony Snicket (pseudonimo di Daniel Handler) tra il 2000 e il 2006, ed illustrato da Brett Helquist.
Sebbene siano classificati come romanzi per bambini, i libri hanno spesso un'atmosfera cupa e misteriosa. La storia segue le vite turbolente dei giovani Violet, Klaus e Sunny Baudelaire, che dopo la morte dei loro genitori tentano di fuggire dal perfido conte Olaf e dai suoi complici intenzionati a impossessarsi della loro ricca eredità. Con l'avanzare della trama, i tre bambini si trovano involti nei misteri che circondano la loro famiglia e cospirazioni riguardanti una società segreta nota come V.F., che coinvolge diversi loro conoscenti. La serie è narrata da Lemony Snicket, che dedica ogni romanzo a una donna amata ormai morta, Beatrice; spesso tenta di dissuadere i lettori dal leggere le tristi storie dei Baudelaire.
I libri sono caratterizzati da toni gotici vittoriani, umorismo nero, una narrazione sarcastica e numerosi elementi anacronistici, nonché dalle frequenti allusioni culturali e letterarie. Sono classificati come romanzi postmoderni e appartenenti alla categoria della metafinzione; l'evoluzione della trama nel corso della storia viene spesso considerata come un'esplorazione del processo psicologico di transizione dall'idilliaca innocenza dell'infanzia alla complessità morale della maturità. Inoltre, gli ultimi romanzi della saga spiccano per la loro ambiguità etica sempre più intricata verso l'ambivalenza filosofica, poiché la natura di alcune delle azioni dei Baudelaire diventa sempre più difficile da distinguere rispetto a quelle delle loro controparti antagoniste e diversi personaggi si rivelano responsabili di atti negativi, nonostante la loro identificazione con l'autoproclamato lato "buono" della storia.
Hanno venduto complessivamente 55 milioni di copie e dai primi tre libri è stato tratto il film Lemony Snicket - Una serie di sfortunati eventi, e successivamente la serie televisiva Una serie di sfortunati eventi, prodotta da Netflix.

## Ambientazione
I libri sembrano essere ambientati in un mondo alternativo senza tempo, con uno stile simile agli anni '30 e agli anni '50, sebbene siano presenti elementi scientifici contemporanei e anacronistici . Ad esempio, in L'ostile ospedale, i fratelli Baudelaire inviano un messaggio tramite il codice Morse con un telegrafo, ma l'emporio in cui si trovano vende un cavo in fibra ottica.  Un "computer avanzato" appare in L'Atroce accademia, sebbene le funzioni esatte dell'oggetto non vengono mai rivelate poiché il suo unico utilizzo nel libro è mostrare un'immagine del conte Olaf. L'ambientazione della saga è stata paragonata a quella di Edward mani di forbice in quanto entrambe sono "gotica suburbana".  Sebbene la versione cinematografica sia ambientata nella città di Boston, nel Massachusetts, i luoghi reali appaiono di rado nei libri: ci sono riferimenti a regioni del Nord America come Winnipeg e l'Arizona.

## Trama
La serie segue le avventure di tre fratelli chiamati fratelli Baudelaire: Violet, la maggiore, ha quattordici-quindici anni ed è una straordinaria inventrice. Klaus, il figlio di mezzo, ha dodici-tredici anni, ama i libri ed ha una memoria fotografica. Sunny, la più piccola, è una bebè all'inizio della serie e si diverte a mordere le cose con i suoi denti anormalmente grandi; successivamente sviluppa una passione per la cucina.
All'inizio della storia i bambini rimangono orfani dopo che i loro genitori sono rimasti uccisi in un incendio nella villa di famiglia e vengono mandati a vivere con un presunto lontano parente di nome Conte Olaf dopo aver vissuto brevemente con il signor Poe, un banchiere incaricato degli affari dei Baudelaire. I fratelli sono gli unici proprietari di un'enorme fortuna che erediteranno solo quando Violet compirà 18 anni e presto realizzano che il Conte Olaf intende solo impossessarsi della loro ricchezza, sfruttandoli e maltrattandoli mentre sono sotto la sua custodia. Cerca di sposare Violet durante un suo presunto spettacolo così da ottenere la sua eredità prima che diventi maggiorenne, ma Violet sventa il suo piano e smaschera il conte, che è costretto a fuggire con i suoi scagnozzi per non essere arrestato.
Nei seguenti sei libri, i Baudelaire passano da un tutore all'altro venendo costantemente inseguiti dal Conte Olaf e i suoi scagnozzi che adoperano numerosi travestimenti per camuffarsi e commettono omicidi e altri crimini per sbarazzarsi dei tutori e impossessarsi della fortuna Baudelaire; ogni volta i bambini riconoscono Olaf e cercano di smascherarlo al signor Poe e altri adulti senza essere creduti fino al termine di ogni storia, quando ormai se la sono dovuti cavare da soli. Negli ultimi cinque libri, i bambini vengono incastrati dal Conte per un omicidio e quindi sono costretti a darsi alla fuga adottando a loro volta dei travestimenti.
Mentre la saga procede, emerge un'altra sotto-trama che acquisisce sempre maggior importanza riguardante una misteriosa organizzazione segreta nota come V.F. (Volontari del Fuoco); dal quinto libro in poi la relazione tra i Baudelaire, la morte dei loro genitori e l'organizzazione viene lentamente rivelata, portando i fratelli a cercare risposte sulla storia della loro famiglia e venendo sempre più coinvolti nella V.F.. Nell'ultimo romanzo, costretti a fuggire su un'isola con il Conte Olaf, i Baudelaire decidono di rimanere lì avendo finalmente trovato un posto sicuro dove vivere, allevando la figlia di un'amica dei loro genitori membro della V.F. morta dandola alla luce. Un anno dopo, i fratelli decidono di tentare di raggiungere la terraferma; non viene specificato se riescono nella traversata in mare, ma i romanzi supplementari, alcuni indizi presenti nella saga e la serie televisiva conferma che i bambini riusciranno a tornare a casa.

## Temi e concetti ricorrenti
Le trame dei primi sette libri seguono lo stesso schema di base: i Baudelaire vengono affidati ad un nuovo tutore e vengono raggiunti dal Conte Olaf che cerca di impossessarsi della loro fortuna. I tre fratelli riescono a scampare al Conte e ai suoi scagnozzi mediante la loro intelligenza, astuzia e alle loro capacità individuali; nella maggior parte dei casi cercano di farsi aiutare dagli adulti che dovrebbero occuparsi di loro, in particolar modo il signor Poe, che però si rivelano troppo ottusi per credere loro. In alcune occasioni dei personaggi si rivelano però di effettivo aiuto per i Baudelaire, come i trigemini Pantano. Tutti i titoli dei libri (tranne l'ultimo, La fine)  contengono delle allitterazioni, così come molte espressioni presenti nella storia. Un numero molto importante e ricorrente nei romanzi è il 13,  secondo gli anglosassoni simbolo della sfortuna. È anche il numero dei libri della saga e dei capitoli di ciascun romanzo. L'ultimo libro della serie, La fine , contiene due storie: La fine, con i consueti 13 capitoli, e un "libro" separato che si intitola Capitolo Quattordici .
Ogni libro termina con una illustrazione che contiene un riferimento al libro successivo, ad esempio alla fine de La funesta finestra sullo sfondo si vede un negozio di oculistica, mentre alla fine de Il carosello carnivoro c'è il manuale degli scout delle nevi.

## Romanzi del ciclo
In Italia sono stati tradotti per Salani tutti i libri:
1. Un infausto inizio (The Bad Beginning)
2. La stanza delle serpi (The Reptile Room)
3. La funesta finestra (The Wide Window)
4. La sinistra segheria (The Miserable Mill)
5. L'atroce accademia (The Austere Academy)
6. L'ascensore ansiogeno (The Ersatz Elevator)
7. Il vile villaggio (The Vile Village)
8. L'ostile ospedale (The Hostile Hospital)
9. Il carosello carnivoro (The Carnivorous Carnival)
10. La scivolosa scarpata (The Slippery Slope)
11. L'atro antro (The Grim Grotto)
12. Il penultimo pericolo (The Penultimate Peril)
13. La fine (The End)
14. Capitolo Quattordicesimo (Chapter Fourteen), libro incluso in La Fine

### Altri romanzi
Daniel Handler ha pubblicato altri libri collegati a Una serie di sfortunati eventi, ma sono tutti inediti in Italia:
1. The Beatrice Letters
2. Lemony Snicket: The Unauthorized Autobiography
3. The Puzzling Puzzles
4. The Blank Book
5. The Notorious Notations
6. The Dismal Dinner
7. 13 Shocking Secrets You'll Wish You Never Knew About Lemony Snicket

## Personaggi principali

Gli orfani Baudelaire in una scena del film Lemony Snicket - Una serie di sfortunati eventi

Personaggi principali della serie sono:
- Violet Baudelaire, la protagonista più grande. Ha 14 anni ed è una grande inventrice. Se ha i capelli raccolti da un nastro gli ingranaggi e le leve del suo cervello stanno andando a tutta forza.
- Klaus Baudelaire, il protagonista di mezzo. Ha 12 anni ed è un grande lettore, ha letto quasi tutti i libri di casa Baudelaire.
- Sunny Baudelaire, la protagonista più piccola. È ancora un bebè, morde qualsiasi cosa.
- Conte Olaf, l'antagonista trasformista che cerca di impadronirsi del patrimonio dei Baudelaire.

## Altri media

### Cinema
Nel 2004 è uscito il film Lemony Snicket - Una serie di sfortunati eventi, con Jim Carrey nei panni del Conte Olaf, riassumendo i primi tre libri della saga.

### Televisione
Nel 2014 Netflix, in collaborazione con la Paramount Television, ha annunciato la produzione di una serie televisiva basata sui romanzi di Snicket. Handler sarà produttore esecutivo.
Nel settembre 2015 Mark Hudis e Barry Sonnenfeld sono stati annunciati al timone della serie. Hudis come showrunner e Sonnenfeld come regista dei 13 episodi. Nel gennaio 2016 Hudis ha lasciato il progetto, e Netflix ha annunciato di essere alla ricerca di un nuovo showrunner. È stato inoltre annunciato che Sonnenfeld e Handler sono ancora collegati al progetto, e Neil Patrick Harris è stato scelto come interprete del Conte Olaf. A fine gennaio Malina Weissman e Louis Hynes vengono scelti per interpretare Violet e Klaus.
Il 4 ottobre 2016 Netflix ha pubblicato il teaser trailer, seguito il 3 novembre 2016 dal primo trailer ufficiale della serie. La prima stagione è online su Netflix da venerdì 13 gennaio 2017, coprendo i primi quattro libri della saga. La seconda stagione è stata pubblicata il 30 marzo 2018, e la terza ed ultima stagione, le cui riprese sono cominciate il 5 gennaio 2018, è stata pubblicata il 1º gennaio 2019, coprendo così i 13 libri della saga.